# Buffett Live: Tuesdays, Thursdays, Saturdays
Buffett Live: Tuesdays, Thursdays, Saturdays è un album dal vivo del cantautore statunitense Jimmy Buffett, pubblicato il 9 novembre 1999.

## Tracce
1. Fruitcakes – 6:56 (Jimmy Buffett, Amy Lee)
2. Southern Cross – 5:07 (Stephen Stills, Richard Curtis, Michael Curtis)
3. Pencil Thin Mustache – 3:15 (Jimmy Buffett)
4. Trying to Reason with Hurricane Season – 4:52 (Jimmy Buffett)
5. Coconut Telegraph – 3:12 (Jimmy Buffett)
6. Cheeseburger in Paradise – 3:06 (Jimmy Buffett)
7. Come Monday – 3:43 (Jimmy Buffett)
8. Son of a Son of a Sailor – 3:25 (Jimmy Buffett)
9. Volcano – 3:36 (Jimmy Buffett, Keith Sykes, Harry Dailey)
10. Brown Eyed Girl – 5:40 (Van Morrison)
11. Tin Cup Chalice – 3:24 (Jimmy Buffett)
12. Fins – 5:07 (Jimmy Buffett, Barry Chance, Tom Corcoran, Deborah McColl)
13. One Particular Harbour – 6:10 (Jimmy Buffett, Bobby Holcomb)
14. Margaritaville – 5:35 (Jimmy Buffett)
15. Love and Luck – 7:34 (Jocelyne Beroard, Jimmy Buffett, Jean-Claude Naimro)

## Classifiche
| Classifica (1999) | Posizione massima |
| ----------------- | ----------------- |
| Stati Uniti       | 37                |